# 迎春花 (映画)

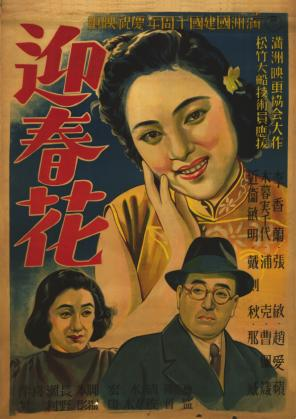
映画『迎春花』の宣伝ポスター

『迎春花』（げいしゅんか、またはインチュンファ）は、1942年に満州映画協会と日本の松竹映画が佐々木康監督、李香蘭、近衛敏明、木暮実千代の主演で製作した恋愛映画で、当時の満州国の時代を背景にしている。
題名の迎春花は、中国東北部で春先に満開になるおもに黄色の花で、服部富子が歌って大ヒットした歌『満洲娘』（作詞：石松秋二・作曲：鈴木哲夫、1938年）でも「迎春花（インチュンファ）が咲いたなら、お嫁に行きます、隣村。」とある。

## プロット
映画の大筋は、満州国の奉天市で働くことになった日本人青年・村川武夫の体験を描いている。 ここで彼は徐々に現地の生活に溶け込み、中国人女性バイ・リー（白麗）やいとこのヤエ（八重）と情緒的な関係を築いていく。武雄は満州に来た当初、偶然現地人の白麗に生活を助けられ、その後彼女の言動に惹かれていく。ヤエが武夫に恋していることを知った白麗は、二人をはめるために自分の気持ちを犠牲にすることを決意する。一方ヤエは、武夫は白麗だけを好きなだけだと知った後、新たな生活のために日本に戻ることを選ぶ。終わりに、白麗は北京で暮らすことを選ぶ。
この映画は日本軍政府の「南進」政策を背景に、北の拠点に根を張り（人材を探す）、南下する（資源を求める）時代を反映している。